# Terebellanice laeviseta
Terebellanice laeviseta är en ringmaskart som beskrevs av Hartmann-Schröder 1962. Terebellanice laeviseta ingår i släktet Terebellanice och familjen Terebellidae. Inga underarter finns listade i Catalogue of Life.